# В'ячеслав Прокопович (монета)
«В'ячесла́в Прокопо́вич» — ювілейна монета номіналом 2 гривні, випущена Національним банком України. Присвячена 125-річчю від дня народження В'ячеслава Прокоповича — українського громадсько-політичного і державного діяча, педагога, історика та публіциста. В'ячеслав Костянтинович Прокопович один із засновників Української Центральної Ради. У січні-квітні 1918 року — міністр народної освіти УНР, у 1920 році його призначено Головою Ради Міністрів УНР. В еміграції В. К. Прокопович займав ключові посади в уряді УНР в екзилі.
Монету введено в обіг 10 квітня 2006 року. Вона належить до серії «Видатні особистості України».

## Опис та характеристики монети
| Номінал грн. | Метал      | Маса, грам | Діаметр, мм. | Якість виготовлення       | Гурт     | Тираж, штук |
| ------------ | ---------- | ---------- | ------------ | ------------------------- | -------- | ----------- |
| 2            | нейзильбер | 12,8       | 31           | спеціальний анциркулейтед | рифлений | 30 000      |

### Аверс
На аверсі монети в центрі зображено малий Державний Герб України, під ним рік карбування монети — «2006», по колу розміщено написи: «НАЦІОНАЛЬНИЙ БАНК УКРАЇНИ» (угорі), «ДВІ ГРИВНІ» (унизу) та логотип Монетного двору Національного банку України.

### Реверс
На реверсі монети зображено портрет Прокоповича, ліворуч від якого вертикально розміщений напис «В'ЯЧЕСЛАВ/ПРОКОПОВИЧ», праворуч — роки життя «1881/1942».

## Автори

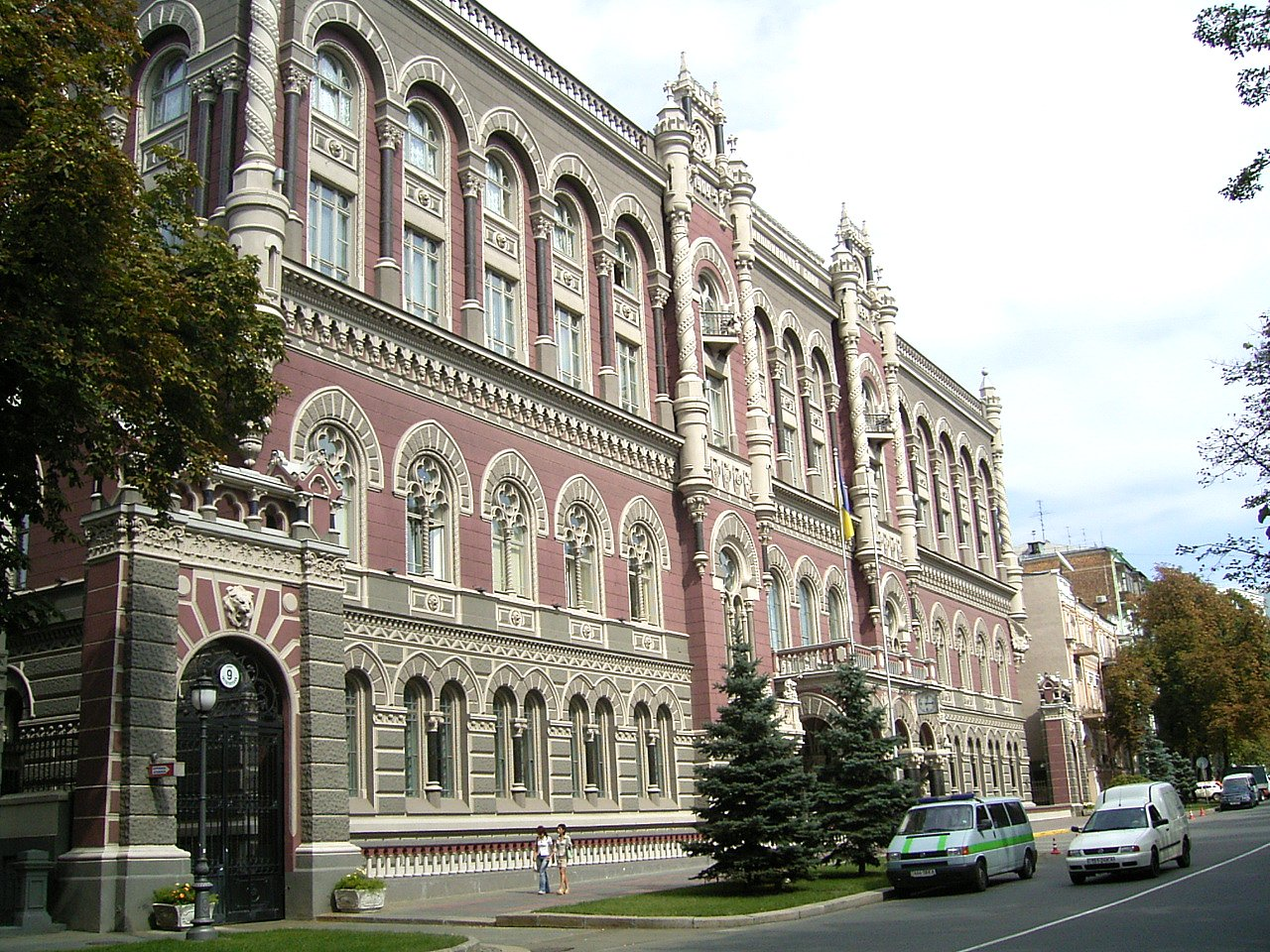
Будівля Національного банку України

- Художники: Іваненко Святослав, Атаманчук Володимир.
- Скульптори: Дем'яненко Володимир (аверс); Таран Володимир, Харук Олександр, Харук Сергій (реверс).

## Вартість монети
Ціна монети — 15 гривень, була зазначена на сайті Національного банку України 2011 року.
Фактична приблизна вартість монети з роками змінювалася так:
| Рік        | 2010 | 2011 | 2012 | 2013 | 2014 | 2015 | 2016 | 2017 | 2018 | 2019 | 2020 | 2021 | 2022 | 2023 | 2024 | 2025 |
| ---------- | ---- | ---- | ---- | ---- | ---- | ---- | ---- | ---- | ---- | ---- | ---- | ---- | ---- | ---- | ---- | ---- |
| Ціна, грн. | 17   | 20   | 20   | 20   | 30   | 30   | 40   | 45   | 55   | 55   | 55   | 60   | 60   | 140  | 140  | 155  |